# محمد أبو لكيلك
الشيخ محمد أبو لكيلك (1710-1776)، أحد وزراء الهمج في سلطنة سنار، وكان وزير الملك بادي أبو شلوخ. عزل الوزير محمد أبو لكيلك سلطان الفونج بادي أبو شلوخ وعين مكانه ابنه ناصر، ومنذ ذلك الوقت أصبح سلاطين الفونج ألعوبة في يد الهمج.

## الأصل
اختلف الباحثون في أصل محمد أبو لكيلك وجماعته الهمج، فهناك رواية تنسبهم إلى العوضية من الرباطاب، لكن الراجح أنهم متعربون اختلطوا بالعرب، وأن الهمج هم بقايا الشعوب الأصلية التي كانت تسكن جنوب الجزيرة عند قيام مملكة الفونج.

## سيرته
في عهده تم انتصار سلطنة الفونج على الحبشة عام 1744م. بعد الانتصار على الحبشة أمر السلطان بادي أبو شلوخ بحملة على كردفان ضد مملكة المسبعات، والحملة قادها ود تومة ومعه زعماء زعماء العبدلاب ومحمد أبو لكيلك وخميس، وفي مكان يدعى قحيف سنة 1747م اندحر جيش سنار وقتل ود تومة وزعيم العبدلاب وانفرط عقد الجيش، غير أن أبو لكيلك نجح في تجميع الجيش ولاقى به جيش المسبعات مرة ثانية وقتل زعيمان آخران من العبدلاب في الموقعة، وبعدها تولى أبو لكيلك القيادة العامة ونجح في ضم كردفان إلى سلطنة سنار.

## السيطرة على السلطة
قام محمد أبو لكيلك بعزل السلطان بادي أبو شلوخ ووضع مكانه ابنه ناصر على العرش، وفي عام 1769م عزل أبو لكيلك السلطان ناصر ثم قتله وأعقبه إسماعيل، ولكن السلطة ظلت في يد أبو لكيلك، وتوفي عام 1776م، وسيطر أبناؤه من بعده على أمر الفونج.